# Hovmod staar for Fald (film fra 1911)
 For alternative betydninger, se Hovmod staar for Fald. (Se også artikler, som begynder med Hovmod staar for Fald)
Hovmod staar for Fald er en dansk stum dramafilm med komiske indslag fra 1911 produceret af Filmfabrikken Skandinavien instrueret af Søren Nielsen. 
Filmen havde dansk premiere i Victoria-Teatret den 14. december 1911. 
Filmfabrikken Skandinavien betegnede i sit program for filmen denne som "en komedie" på trods af filmens tragiske handling.

## Handling
Der er stor glæde i det lille arbejderhjem, da familiens tre døtre kommer hjem med hver deres forlovelsesring. Da svigersønnerne kommer på besøg er der dog én, der stikker særligt ud. Grosserer Black er velhavende og fin i tøjet, men det giver arbejderfamilien ikke meget for. De driller ham med hans affekterede adfærd, så han til sidst tager sin forlovede ved hånden og skynder sig ud af det – i hans øjne – usle hjem. Som tiden går, skal det dog vise sig, at hovmod står for fald. Black får økonomiske problemer, og skyder sig selv, og hustruen må hutle sig igennem tilværelsen, inden hun vender tilbage til familien, der modtager hende med åbne arme.

## Medvirkende
- Jørgen Lund, Frandsen, værkformand
- Martha Olsen, Annette, Frandsens datter
- Bertha Lindgreen, Marie, Frandsens datter
- Vera Brechling, Antoinette, Frandsens datter
- Olga Svendsen, Madam Frandsen
- Ludvig Nathansen, Nicolajsen, arbejder
- Louis Paludan, Jespersen, arbejder
- Erik Winther, Grosserer Black
- Emma Christiansen, En værtinde
- Ingeborg Wennerwald, Frk. Viola, en letsindig dame
- Alma Lagoni, Frk. Annette
- Aage Brandt, Frantz, tjener hos Blacks

## Reflist
1. 1 2 3  Filmprogram, dfi.dk
2. ↑  Denne beskrivelse stammer fra Det Danske Filminstituts Filmdatabase.